# Joel Mokyr
Joel Mokyr (Holanda, 26 de julio de 1946) es un historiador económico norteamericano e israelí.

## Trayectoria
Nacido en Holanda, Joel Mokyr se crio en Israel, aunque su actividad se desarrolla en los Estados Unidos básicamente. Es profesor de la Northwestern University (Chicago).
Mokyr se ha interesado por la historia de la tecnología y de la población, pero se considera a sí mismo como un historiador de la economía. 
Ha sido editor jefe de la Oxford Encyclopedia of Economic History y continúa dirigiendo la serie de libros "The Princeton University Press Economic History of the Western World" (publicados por la Princeton University Press).
Es miembro de la "American Academy of Arts and Sciences", y de muchas otras instituciones europeas similares. 
En España se ha difundido La palanca de la riqueza. Creatividad tecnológica y progreso económico. Es este un libro muy didáctico, dividido en cuatro partes: 1) "Crecimiento económico y progreso tecnológico", muy breve, que presenta los conceptos que utilizará. 2) "Narrativa", donde expone el cambio económico en las diferentes sociedades el crecimiento, parte de la Antigüedad clásica y sigue por la Edad Media, el Renacimiento y la Revolución Industrial, hasta llegar a finales del siglo XIX y principios del siguiente. 3) En "Análisis y comparaciones" explica por qué en ciertas sociedades se produce un cambio tecnológico mientras que ello no sucede en otras; así: la tecnología clásica frente a la medieval; el mundo de China frente al de Europa; o Gran Bretaña frente al resto de Europa en la llamada Revolución Industrial (1750-1850). Finalmente, en "Dinámica y progreso tecnológico" usa la idea de 'estado de estabilidad', que se sitúa junto a la dinámica del progreso técnico.

## Obras
- 1976: Industrialization in the Low Countries, 1795-1850
- 1983: Why Ireland Starved: An Analytical and Quantitative Study of Irish Poverty, 1800-1851
- 1985:  Editor de The Economics of the Industrial Revolution
- 1990: Twenty Five Centuries of Technological Change: An Historical Survey
- 1990: The Lever of Riches: Technological Creativity and Economic Progress; tr.: La palanca de la riqueza. Creatividad tecnológica y progreso económico, Madrid, Alianza, 1993
- 1991:  Editor de The Vital One: Essays in Honor of Jonathan Hughes
- 1993:  Editor de The British Industrial Revolution: an Economic Perspective
- 2002: The Gifts of Athena: Historical Origins of the Knowledge Economy
- 2003: Editor de The Oxford University Press Encyclopedia of Economic History
- 2009: Coeditor de The Invention of Enterprise: Entrepreneurship from Ancient Mesopotamia to Modern Times
- 2009: The Enlightened Economy: An Economic History of Britain 1700-1850